# Прогнімак Олександр Володимирович
Олекса́ндр Володи́мирович Прогні́мак (2 січня 1958 , Донецьк) — український політичний та державний діяч, колекціонер, меценат, письменник, драматург. Доктор філософії в галузі права.

## Ранні роки. Освіта
Народився 2 січня 1958 року у Донецьку, в сім'ї шахтаря.
Закінчив Київське суворовське військове училище, Вище військове училище інженерних військ та військ зв'язку. Навчався у Військовій академії.

## Науковий ступінь
Олександр Прогнімак має науковий ступінь Доктор філософії в галузі права. Свій науковий ступінь він отримав в Міжрегіональній Академії управління персоналом (МАУП) в місті Києві.

## Кар'єра
- 1975–1992 — служба у Збройних силах СРСР на офіцерських посадах в Одеському, Туркестанському, Далекосхідному та Київському військових округах.
- січень 1980 — грудень 1981 — проходив службу в частинах спеціального призначення СРСР в Афганістані. Військове звання — полковник.
- Лютий 1992 — липень 1996 — директор ТОВ «Інпрок» (операції з нерухомістю).
- липень 1996 — жовтень 2006 — голова ради Асоціації правового та інноваційного забезпечення господарської діяльності «Асоціація Форум» (реалізація конфіскованого та успадкованого державою нерухомого майна).
- 2006 — заступник начальника відділу промисловості та розвитку інфраструктури Шевченківської районної в м. Києві державної адміністрації.
- З 22 січня 2007 — начальник Державного управління охорони навколишнього природного середовища в м. Києві[1].

## Громадська і політична діяльність
- Депутат Київської міської ради IV (2002–2006 рр.) та V скликань.
- 2006 -2008 роках — Член комісії з питань перейменування і пам'ятних знаків виконавчого органу Київради (КМДА).
- Член фракції Партії Регіонів з березня 2005 року по 2007 рік. (Посада 1-го заступника голови Київського міського відділення Партії Регіонів)
- 2002 — обраний за мажоритарною системою у Київську міську раду IV скликання, за виборчим мажоритарним округом № 1 Голосіївського району Києва, лідер фракції Партії регіонів КМР.
- 2004–2005 — довірена особа кандидата на пост Президента України Віктора Януковича в територіально-виборчому окрузі № 214
- 2006 — обраний за списком Партії регіонів до Київської міської ради V скликання. З червня 2006 року —голова постійної комісії Київради з питань культури та інформаційної політики. Член комісії з питань перейменування і пам'ятних знаків виконавчого органу Київради (КМДА). У жовтні 2007 виключений із фракції Партії регіонів за участь у голосуванні 1 жовтня 2007 щодо виділення земельних ділянок, яке проігнорувало більшість депутатів фракції Партії Регіонів[2].
- З 2010 — лідер політичної партії «Зелені»[3], зареєстрованої в Міністерстві Юстиції України 16.10.2008 № 158-п.п.[4]
- Член Російсько-Української Консультативної Ради.
- Член Національної спілки письменників України.
- Член громадської ради при КМДА з питань культури, мистецтва та охорони культурної спадщини.

### Прогнімак про членство в Партії Регіонів
…був безпартійним. Якщо не вважати, звичайно, мого комуністичного минулого. Але це невеликий гріх. У Партії Регіонів я бачив силу і перспективу. Ми — партія крупного капіталу, а значить — сила.

За словами Олександра Прогнімака, президентські вибори 2004 року та «оранжевий хаос» вплинули на його партійну приналежність.

## Меценатська діяльність
Спільно з Сергієм Тарутою Олександр Прогнімак заснував фонд «Арт-Інвест», який займається поверненням предметів культури та мистецтва в Україну.
У 2009  році започаткував громадську організацію «Клуб меценатів», основною метою діяльності якої є відродження та збереження національних культурних традицій, а також сприяння розвитку української культури та мистецтва.
Крім того, Олександр Прогнімак є засновником «Алекс Арт Премії», що присуджується в сфері культури, мистецтва та освіти.
За власними ескізами побудував церкву в Чапаєвці (м. Київ)
Є власником цінного зібрання букіністики (10 000 томів), іконопису (близько 600 ікон), стародавніх географічних та астрономічних карт (близько 200). Також колекціонує живопис, переважно сучасний.
У травні 2009 відкрив на Подолі культурно-просвітницький центр «Alex Art House» — Галереї приватних колекцій. У Галереях представлені твори українських та зарубіжних майстрів живопису, картографії, іконопису та книгодрукування. Значна кількість рідкісних експонатів вперше представлена для широкого загалу саме в «Alex Art House». Вхід до «Alex Art House» — вільний.
Олександр Прогнімак займається літературною діяльністю. Він є автором трьох п'єс: комедії-гротеску «Фракція», романтичної драми «Доля поета» та фарсу «Ігри олігархів», а також науково-публіцистичної книги «Держава і Влада».
Підтримує журнал російськомовний «Радуга».

## Скандали

### Голосування зі скандальних земельних питань
Під час скандального голосування в Київраді 1 жовтня 2007 року, коли київська громада втратила 400 ділянок землі загальною площею 2 700 га, розданої під забудову за рекордні 4 години, фракції БЮТ, Віталія Кличка та Партії Регіонів участі у сесії не брали. Тим не менш двоє «регіоналів» (Олександр Прогнімак та Людмила Качурова) пішли всупереч рішенню фракції і брали участь у голосуванні. У багатьох питаннях саме їхні голоси стали вирішальними. Пізніше керівництво фракції пообіцяло виключити обох з її складу.

### Скандал навколо Жукового острова
У грудні 2006 року столичний мер Леонід Черновецький підписав розпорядження про передачу 6 гектарів Жукового острова — заповідної території на Дніпрі в межах Києва — в оренду ТОВ «АВ-Медгруп». За даними ЗМІ, цій фірмі було надано право побудувати на Жуковому острові реабілітаційно-оздоровчий центр і облаштувати зону відпочинку, для чого дозволялося вирубати понад дві тисячі «хворих» дерев.
Депутат Київради від БЮТ Тетяна Меліхова заявила, що «ця земля дісталася нинішньому главі Державного управління з охорони навколишнього середовища, регіоналу Олександру Прогнімаку». Прогнімак, навпаки, зазначив, що «за» «АВ-Медгруп» «стоять люди Меліхової і Коваленко (Анатолій Коваленко, екс-голова комісії Київради з питань екології)». ТОВ «АВ-Медгруп» зареєстровано за адресою: м. Київ, Подільський район, Вулиця Хорива, будинок 25/12. За цією ж самою адресою зареєстрований Культурно-просвітницький центр Олександра Прогнімака «Alex Art House».

### Конфлікти з журналістами
26 листопада 2007 року постійна комісія Київради з питань культури та інформаційної політики, яку очолював Прогнімак, визнала виконувачів обов'язків головних редакторів київських комунальних газет «Хрещатик», «Вечірній Київ» і «Українська столиця» фахово непридатними і звернулася до Київського міського голови з рекомендацією звільнити згаданих осіб від виконання обов'язків керівників цих газет. В. о. головного редактора газети «Хрещатик» Денис Жарких назвав це методами прямого тиску на редакційну політику видань, зокрема через статтю в газеті «Хрещатик» від 25 жовтня того ж року «Портрет донецького киянина на тлі конфіскованої нерухомості».
У вересні 2011 року Шевченківський райсуд Києва визнав недостовірною інформацію, поширену у статті «Конкретний зелений», надрукованій в № 120 газети «Вечірній Київ» від 20 серпня 2010 р., де писалося про те, що екологічні активісти стверджують про причетність лідера «Зелених» до ТОВ «АВ-Медгруп» — одного із забудовників заповідного Жукового острова — та заперечення цієї інформації прес-службою Олександра Прогнімака.
У жовтні 2011 року Олександр Прогнімак також виграв позов до суду проти журналу «Власть денег» за «порушення авторського права і недостовірну інформацію», що містилася у статті-інтерв'ю в жовтневому номері журналу. Разом з інтерв'ю журнал містив передмову-коментар під назвою «Вовремя позеленевший», а також післямови-коментарі під назвами «Экологический алгоритм», «Жуков компромат», «Олигархи и проститутки» і «Перспективы». Як пояснив в судовому засіданні представник позивача, Прогнімак не надавав дозволу на розміщення в інтерв'ю будь-яких коментарів, передмов та післямов.

### «Камінгорп»
У 2010 році в УАнеті (зокрема блогосфері та соціальних мережах) почала з'являтися інформація про таємничий містичний орден «Камінгорп». Ця організація начебто була заснована Святим Престолом у добу Середньовіччя. До неї входять найбагатші та найвпливовіші люди Європи. Стверджувалося, що на сьогоднішній день «Камінгорп» впливає на світову політику та економіку не менше (а може, й більше), ніж масони.
Вищі керівники ордену для уникнення конфлікту інтересів курують окремі країни. Автори публікацій про «Камінгорп» стверджували, що «куратором» України є саме Олександр Прогнімак. Прогнімак в ордені начебто має особливий статус, позаяк саме його предки створили «Камінгорп» у XII столітті. У матеріалах йшлося про «родовий замок Прогнімака» в Європі, наводилася інформація про вплив «куратора» на ключові події політичного життя України, в контексті «з'ясування стосунків» між «кураторами» ордену в різних країнах натякалося на сумнівне походження мистецьких колекцій Олександра Прогнімака.
На тлі тогочасної популярності конспірологічних романів Дена Брауна широкому загалу в «Камінгорпі» було важко розгледіти інтернет-мем. А також те, що саме слово «Камінгорп» є зворотнім написанням прізвища «Прогнімак»[неавторитетне джерело].

## Відзнаки і нагороди
- Орден Богдана Хмельницького III ст. (28 листопада 2007) — за активну життєву позицію, вагомий особистий внесок у вирішення питань соціального захисту та реабілітації інвалідів, багаторічну сумлінну працю[17]
- Орден «Знак Пошани»
- Нагороджений 7 медалями
- Повний кавалер ордену Святого Володимира